# James Burton
Pour l’article homonyme, voir James Burton (guitariste).
James Burton (1786-1862) est l'un des premiers égyptologues britanniques. Il a travaillé sur de nombreux sites à travers l'Égypte et notamment dans la vallée des Rois.
Il a suivi son cursus scolaire au Trinity College à Cambridge.
En 1822 en dépit de son ignorance sur la minéralogie, il est invité par le pacha Méhémet Ali pour travailler comme minéralogiste à l'institut de géologie d'Égypte. En 1825, il voyage sur le Nil vers le sud pour visiter les temples d'Abou Simbel. Il passe plusieurs mois à Thèbes à dégager les sites de Médinet Habou, Karnak et plusieurs tombeaux de la vallée des Rois. À ce moment, il pénètre dans KV5 mais il explore seulement partiellement les premières chambres.